# كيفن ديكسون (لاعب كرة قدم)
كيفن ديكسون (بالإنجليزية: Kevin Dixon)‏ (27 يونيو 1980 في المملكة المتحدة - ) هو لاعب كرة قدم بريطاني في مركز الوسط. لعب مع ليدز يونايتد ونادي بارنسلي ونادي دونكاستر روفرز ونادي يورك سيتي.

## وصلات خارجية
- كيفن ديكسون على موقع قاعدة بيانات كرة القدم.إي يو (الإنجليزية)
- كيفن ديكسون على موقع Soccerbase.com (لاعب) (الإنجليزية)